# الدين في بوتسوانا
الدين في بوتسوانا، بوتسوانا دولة إفريقية تقع جنوب الصحراء الكبرى في إفريقيا الجنوبية، كانت محمية  بريطانية سابقة استقلت عام 1966، وهي دولة علمانية تسمح بحرية ممارسة الشعائر الدينية لجميع سكانها.

## المسيحية في بوتسوانا
المسيحية هي ديانة الأغلبية في بوتسوانا. ووفقاً لتعداد البلاد لعام 2011، فإن 79% من السكان هم أعضاء في الطوائف المسيحية. تشمل الكنائس المسيحية في بوتسوانا الكنائس الرئيسية التي أنشأها المبشرون، والكنائس الأفريقية التي أنشأتها باتسوانا بشكل مستقل، والكنائس الإنجيلية والخمسينية.
وصل المبشرون المسيحيون لأول مرة إلى بوتسوانا في عام 1812، وتم اعتماد المسيحية على نطاق واسع خلال الفترة الاستعمارية.
تعترف بوتسوانا بالأعياد المسيحية فقط كعطلات رسمية. تشمل الاحتفالات الدينية على مستوى البلاد الجمعة العظيمة، وإثنين الفصح، ويوم الصعود، وعيد الميلاد.

## الإسلام في بوتسوانا
الإسلام هو دين المجموعة العرقية الإسلامية ذات الأقلية في بوتسوانا.
التاريخ
وصل الإسلام إلى البلاد عن طريق المهاجرين المسلمين من جنوب آسيا، الذين استقروا في المنطقة خلال الحكم الاستعماري البريطاني.
وفقا لتعداد عام 2011، هناك حوالي 11000 مسلم في بوتسوانا، على الرغم من أنه يعتقد أن هذا الرقم قد انخفض منذ ذلك الحين.
المسيحية هي أكبر ديانة في بوتسوانا، ومع ذلك فإن البلاد علمانية رسميًا وتسمح بحرية ممارسة الشعائر الدينية.
كان المسلمون الهنود أول السكان المسلمين في بوتسوانا عندما وصلوا في تسعينيات القرن التاسع عشر تقريبًا. اقتصرت السلطات الاستعمارية على هؤلاء المسلمين الهنود في المناطق الحضرية.
في غضون فترة وجيزة، أنشأ المسلمون مراكز إسلامية في جميع أنحاء المراكز الحضرية في بوستوانيا.
بدأ مسلمو مالاوي في الظهور في الخمسينيات تقريبًا في فرانسيستاون. لقد وصلوا بشكل رئيسي للحصول على فرص عمل مثل التعدين.
تعتبر غابورون قلب الإسلام في بوتسوانا، حيث تم بناء مسجد حديث في عام 1982.

## الهندوسية في بوتسوانا
الهندوسية هي ديانة أقلية يمارسها 0.3% من سكان بوتسوانا. اعتبارًا من يناير 2016، هناك خمسة معابد هندوسية في بوتسوانا.

## اليهودية في بوتسوانا
وجود اليهود في بوتسوانا حديث نسبياً ويتمركز في مدينة غابورون. معظم اليهود في بوتسوانا هم من الإسرائيليين ومن جنوب إفريقيا.

## الديانات الإفريقية التقليدية
الديانات الإفريقية التقليدية في بوتسوانا تشمل باديمو وموديمو.

## الكفر
رغم من أن المسيحية هي السائدة، وفقًا لنتائج التعداد السكاني لعام 2011، فإن 15% من سكان البلاد لا ينتمون إلى أي دين.